# Andrea Sussi
Andrea Sussi (Firenze, 23 ottobre 1973) è un allenatore di calcio ed ex calciatore italiano, di ruolo difensore.

## Biografia
Vive ad Arezzo con la moglie e i tre figli.

## Caratteristiche tecniche
Terzino sinistro che, all'occorrenza, poteva essere schierato come esterno di centrocampo.

## Carriera

### Giocatore
Sussi cresce nelle giovanili dell'Arezzo con la cui maglia ha esordito da professionista. Nel gennaio del 2007 fa ritorno all'Arezzo, dopo aver giocato la prima parte della stagione con il Perugia. Nell'ottobre dello stesso anno passa all'Olbia, che lascia a fine stagione. Dal luglio 2008 ritorna alla Reggina, come assistente del tecnico Nevio Orlandi. Ritorna a giocare nelle categorie inferiori nel 2009.
Durante la semifinale playoff della Serie C1 1995-96, realizza una tripletta ed una autorete in Spal-Como 3-6.

### Allenatore
Dalla stagione 2011 comincia ad allenare. 
Da luglio 2013 ricopre il ruolo di allenatore della squadra Juniores Nazionale dell'Arezzo Calcio. Nella stagione 2014-2015 ha allenato la formazione Berretti del club toscano. Il 24 Marzo 2021 diventa l’allenatore della squadra Primavera 3 dell’Arezzo.
Il 20 giugno 2021 superando in finale il Cesena per 3-3 (8-7 DCR),porta la squadra alla vittoria del Campionato Primavera 3 “Dante Berretti”, diventando Campione d’Italia di categoria. Il 22 novembre dello stesso anno diventa nuovo allenatore della prima squadra dell'Arezzo, in Serie D, prendendo il posto di Marco Mariotti. Il 30 gennaio 2022, dopo lo scivolone con il Trestina, viene esonerato.

## Statistiche
| Stagione       | Squadra       | Campionato | Campionato | Campionato |
| Stagione       | Squadra       | Comp       | Pres       | Reti       |
| -------------- | ------------- | ---------- | ---------- | ---------- |
| 1990-1991      | Arezzo        | C1         | 1          | 0          |
| 1991-1992      | Arezzo        | C1         | 13         | 0          |
| 1992-1993      | Arezzo        | C1         | 16         | 0          |
| 1993-1994      | Cesena        | B          | 17         | 1          |
| 1994-1995      | Cesena        | B          | 31         | 0          |
| 1995-1996      | SPAL          | C1         | 29         | 2          |
| lug.-ott. 1996 | SPAL          | C1         | 7          | 0          |
| ott. 1996-1997 | Ascoli        | C1         | 25         | 1          |
| 1997-1998      | Ascoli        | C1         | 28         | 0          |
| lug.-set. 1998 | Perugia       | A          | 1          | 0          |
| set. 1998-1999 | Reggina       | B          | 33         | 1          |
| 1999-gen. 2000 | Perugia       | A          | 7          | 0          |
| gen.-giu. 2000 | Salernitana   | B          | 21         | 0          |
| 2000-2001      | Genoa         | B          | 16         | 0          |
| lug.-set. 2001 | Genoa         | B          | 0          | 0          |
| set. 2001-2002 | Brescia       | A          | 30         | 1          |
| 2002-2003      | Ternana       | B          | 28         | 0          |
| 2003-gen. 2004 | Ancona        | A          | 4          | 0          |
| gen.-giu. 2004 | Bologna       | A          | 15         | 0          |
| 2004-2005      | Bologna       | A          | 29         | 1          |
| 2005-2006      | Catanzaro     | B          | 22         | 0          |
| gen.-giu. 2006 | Avellino      | B          | 17         | 0          |
| 2006-2007      | Perugia       | C1         | 17         | 0          |
| gen.-giu. 2007 | Arezzo        | B          | 6          | 0          |
| ott. 2007-2008 | Olbia         | C2         | 26         | 0          |
| 2009-2010      | Castelnuovese | Ecc.       | ?          | ?          |
| 2010-2011      | Monteriggioni | D          | ?          | ?          |

## Palmarès

### Allenatore

#### Competizioni giovanili
- Campionato Primavera 3: 1

Arezzo: 2020-2021